# Jeepster Records

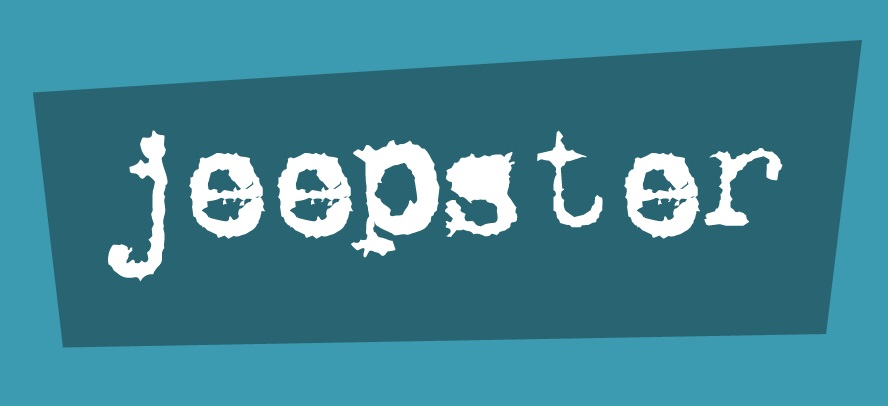
Logo de Jeepster Records

Jeepster Records es un sello de grabación británico, londinense independiente grabando bandas como Looper, The Gentle Waves, Snow Patrol, Elle Milano, Belle & Sebastian
Jeepster fue dirigida por Mark Jones (ahora dirigiendo Brighton Electric Label) y Stefano D'Andrea. Entre otros se incluye a David Kitchen (ahora dirigiendo los foro Belle & Sebastian), Katrina House y la esposa de Stefano.